# V salonu barokních dam
V salonu barokních dam je název pátého řadového alba pražské písničkářky Radůzy. Tvoří jej celkem 14 skladeb, ve kterých Radůza téměř nepoužívá akordeon. Oproti předchozím deskám je zde slyšet mnohem více aranžérských nápadů.

## Seznam skladeb
1. „Zářivý prostor (Téma)“ – 4:27
2. „V salonu barokních dam“ – 2:50
3. „Vařič a mapa“ – 2:51
4. „Můj počerný anděli“ – 5:00
5. „Moře pod Smyrnou (variace I.)“ – 3:08
6. „Něžně a mistrně“ – 3:29
7. „Za obzor“ – 4:24
8. „Písně kosmické (zpěv XXX. – variace II.)“ – 2:43
9. „Dopis Taťáně“ – 4:24
10. „Kráčím“ – 3:09
11. „Celé noci tě volám“ – 4:47
12. „Na stolku u hodin“ – 3:13
13. „Pevný úder“ – 2:15
14. „Ma phuč mandar“ – 3:05 (sbor Kristýna Korčkovská a Fany Hanousková)

Autorem hudby a textů je Radůza, autorem textu skladby č. 8 je Jan Neruda.